# Youssra El-Hawary
Youssra el Hawary (n. en 1983) es una cantante, compositora, letrista y actriz egipcia. También es una letrista que evoca a menudo el contexto social y político de Egipto, y una música que ha elegido el acordeón, instrumento utilizado en la música popular oriental y egipcia.

## Biografía
Pasó su infancia en Kuwait y allí comenzó a interesarse por la música. De vuelta en Egipto, terminó sus estudios secundarios y profundizó sus conocimientos musicales en el Centro musical de El Cairo. Continúa con un diplomado de la Facultad de Bellas Artes, en diseño teatral y cinematográfico, soñando con una carrera como actriz.